# Cloruro di calcio
Il cloruro di calcio è il sale di calcio dell'acido cloridrico; la sua formula chimica è CaCl2.
A temperatura ambiente si presenta come polvere cristallina bianca, molto igroscopica, molto solubile in acqua e abbastanza solubile in etanolo.

## Impieghi
Uno degli impieghi del cloruro di calcio è, in soluzione acquosa, quello di liquido non congelante, di largo impiego nelle salamoie degli impianti frigoriferi (dove è estremamente importante controllare il pH con aggiunta di opportuni alcalinizzanti).
Il punto di congelamento dell'eutettico CaCl2/H2O, che si ottiene alla concentrazione del 29,85% in massa di CaCl2, è di −54,23 °C. Per queste sue proprietà è anche usato come antigelo superficiale, ad esempio sulle strade: sparso in forma solida, a contatto col ghiaccio scambia acqua, fonde e crea una salamoia a basso punto di congelamento.
Viene anche utilizzato come essiccante per liquidi e per gas nei laboratori chimici e nelle industrie data la sua forte igroscopicità:
{\displaystyle {\ce {CaCl2 + 6H2O -> CaCl2*6H2O}}}
Tra gli additivi alimentari riconosciuti dall'Unione Europea, è identificato dalla sigla E509.
Può essere utilizzato come coagulante nella preparazione del tofu.
Anche a causa dell'elevato innalzamento ebullioscopico, il cloruro di calcio è fortemente corrosivo e richiede l'uso di materiali speciali a temperature superiori a quella ambiente come mascherine e guanti.
La sua inalazione è lesiva delle vie respiratorie; l'uso del composto è stato segnalato come mezzo di tortura (tramite inalazione) da parte dell'esercito federale russo durante la seconda guerra cecena in "Proibito parlare" di Anna Politkovskaja.
Un altro uso del cloruro di calcio è quello di deumidificatore. Infatti se posto in apposite vaschette con dei fori assorbe naturalmente l’umidità.

## Produzione
Il cloruro di calcio è un sottoprodotto del processo per la produzione del carbonato di sodio.
Può tuttavia ottenersi anche dalla reazione fra acido cloridrico e carbonato di calcio:
{\displaystyle {\ce {CaCO3 + 2 HCl -> CaCl2 + H2O + CO2}}}
La quasi totalità del cloruro di calcio commercialmente prodotto si ottiene come sottoprodotto di processi per la produzione di altri composti chimici, come il già citato carbonato di sodio. 
Ottenuto normalmente come soluzione acquosa relativamente debole, deve essere concentrato per raggiungere i valori commerciali.
I concentratori di cloruro di calcio sono di norma evaporatori a film cadente o ascendente, e richiedono un forte dispendio di energia a causa dell'elevato calore di formazione dei cristalli (vedi dati fisico-chimici). Poiché il cloruro di calcio ha, alle varie concentrazioni, una concentrazione superiore alla frazione in massa del composto nel cristallo, ne è impossibile la cristallizzazione classica, come ad esempio nel cloruro di sodio, e la soluzione viene concentrata fino al 70 % circa in peso e quindi raffreddata per contatto con superfici fredde (scagliettatrice o nastro raffreddante). Si ottiene così un solido in forma di scaglie di varia dimensione, costituito da cristalli di CaCl2 a vari livelli di idratazione.
Raffreddando la soluzione di cloruro di calcio a pressione atmosferica, si precipita ghiaccio fino al 29,85%, sale esaidrato (CaCl2 · 6 H2O) fino al 49,84%, sale tetraidrato (CaCl2 · 4 H2O) in forma alfa fino al 52,38% e in forma beta fino al 56,63% monoidrato (CaCl2 · H2O) oltre e fino al rapporto stechiometrico CaCl2/H2O pari a 1.
Nella costruzione degli impianti di concentrazione di cloruro di calcio vengono usate in genere acciai ferritici a basse concentrazioni e temperature, leghe ad alto tenore di nichel e cromo a temperature e concentrazioni intermedie, a volte sostituite da rivestimenti sintetici, e titanio a temperature e concentrazioni superiori.